# Jinja
Jinja (jap. 神社 jinja, kamiyashiro; chram sintoistyczny) – miejsce kultu w japońskiej religii shintō. Odróżnia się także inne typy i rodzaje tych budowli o nazwach: jingū, miya, taisha, mori, hokora.

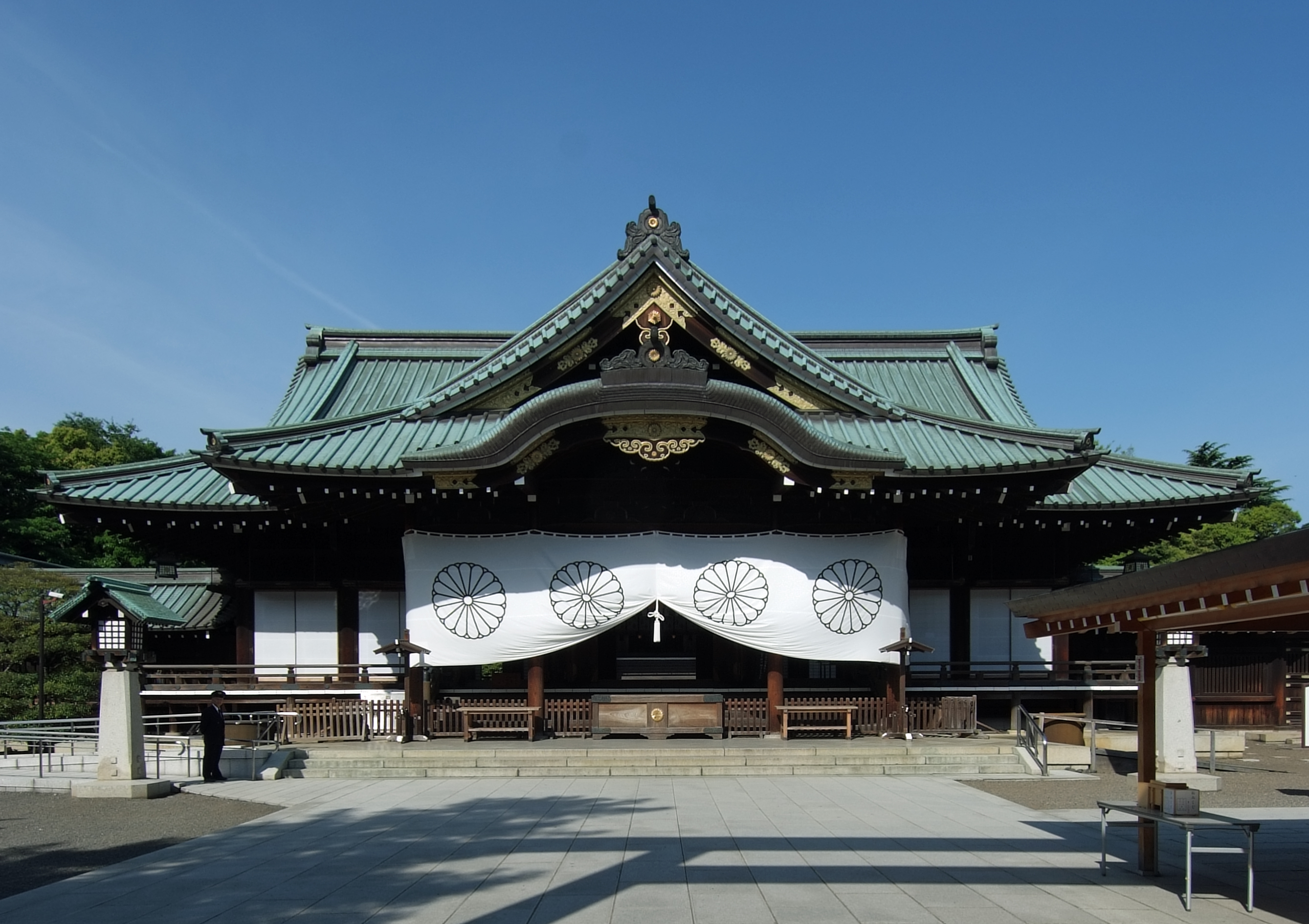
Główny pawilon (honden) Yasukuni-jinja

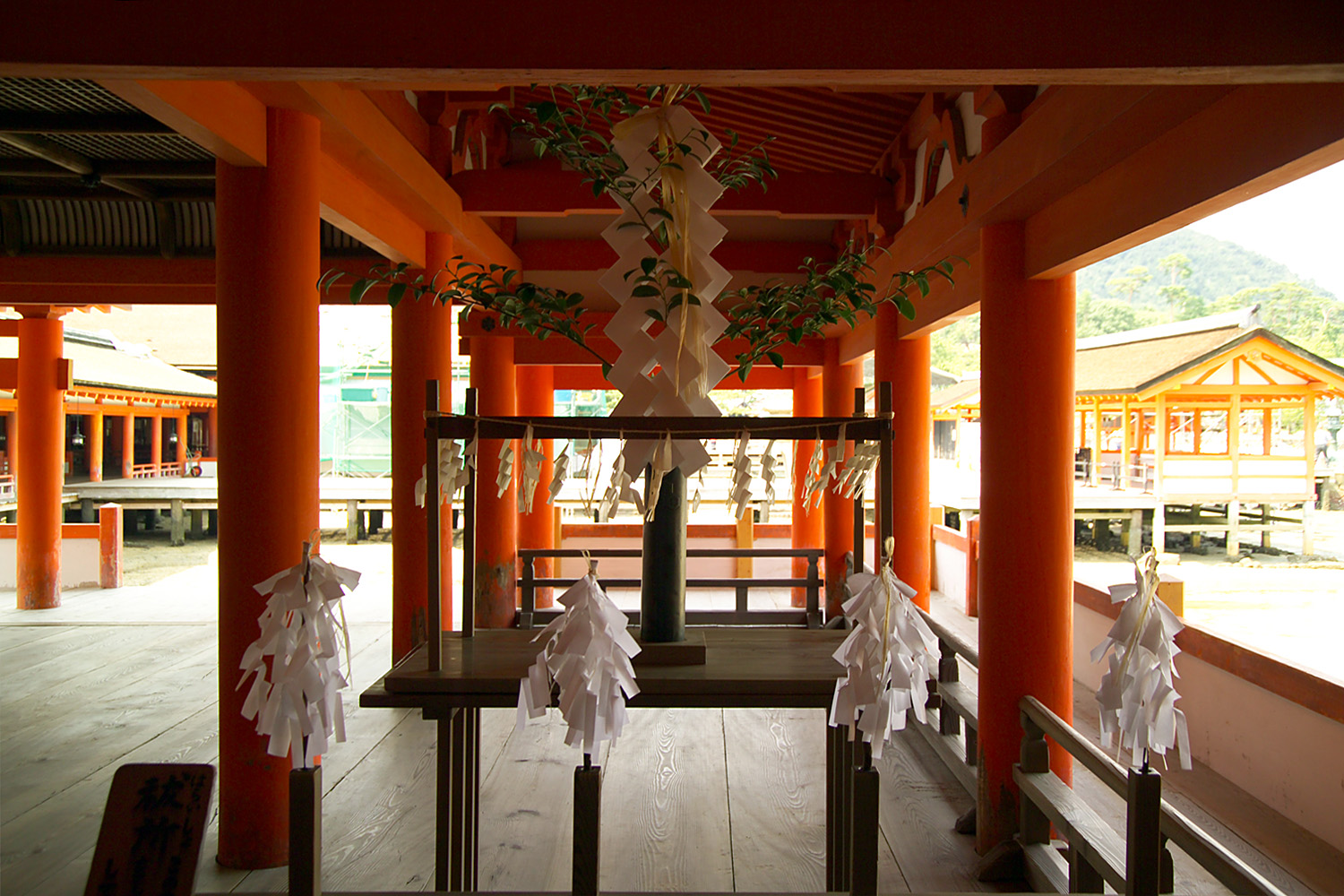
Wnętrze Itsukushima-jinja

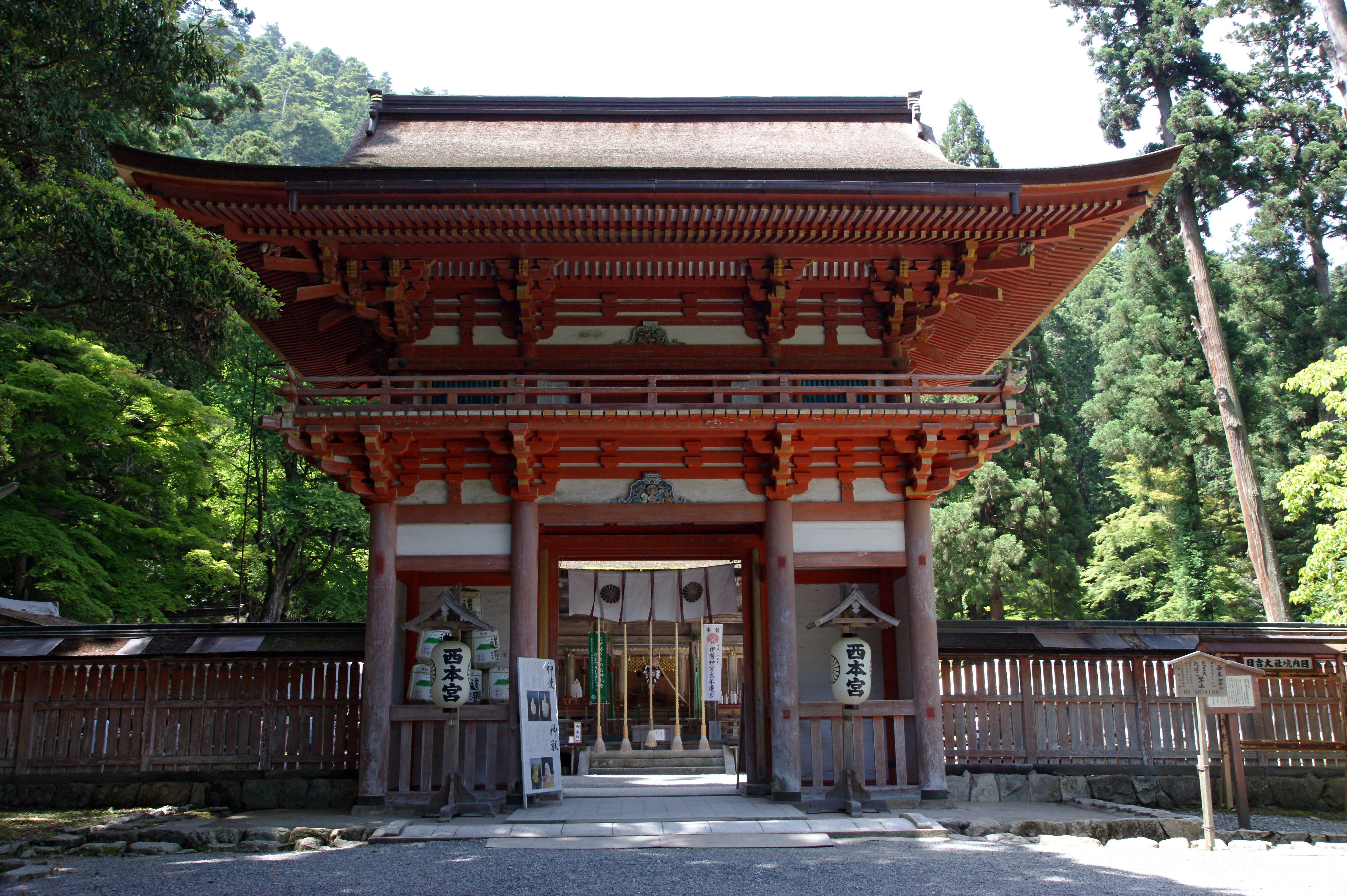
Hiyoshi-taisha w Ōtsu

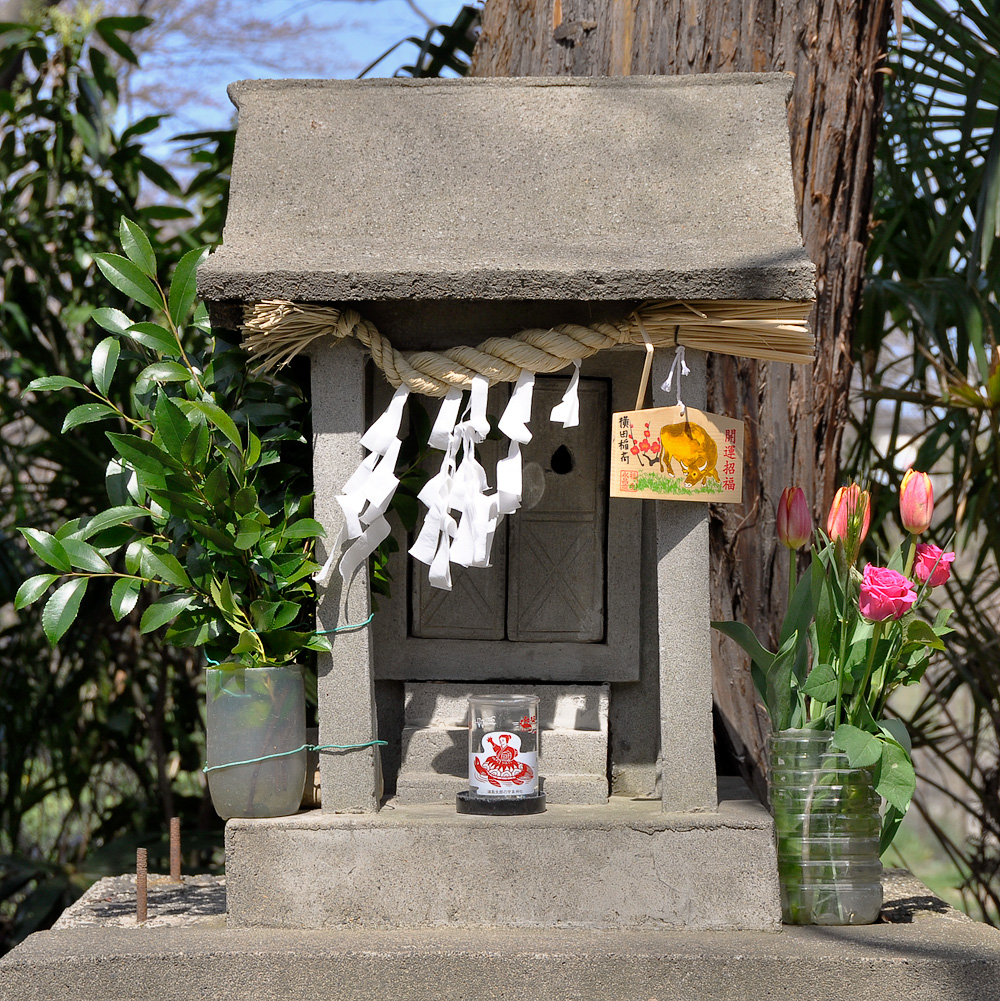
Hokora – miniaturowy chram

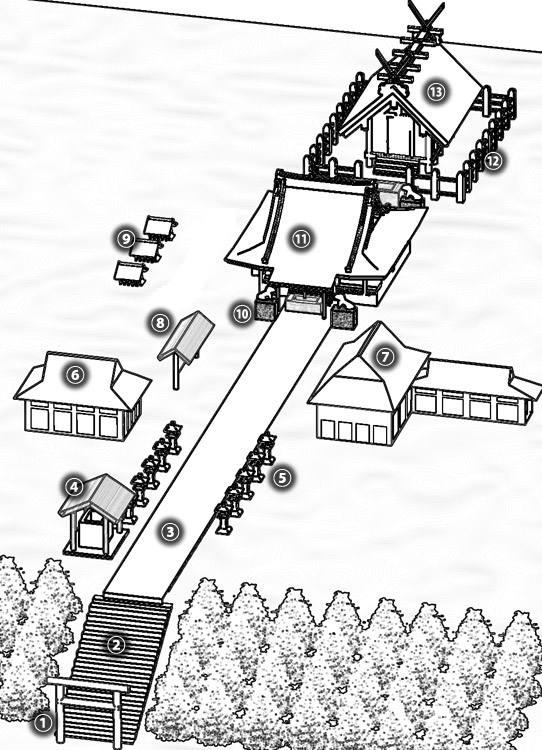
Plan chramu: 1. Torii, 2. Kamienne schody, 3. Sandō, 4. Chōzuya, 5. Tōrō, 6. Kagura-den, 7. Shamusho (biuro administracyjne), 8. Ema, 9. Sessha / Massha, 10. Komainu, 11. Haiden, 12. Tamagaki, 13. Honden

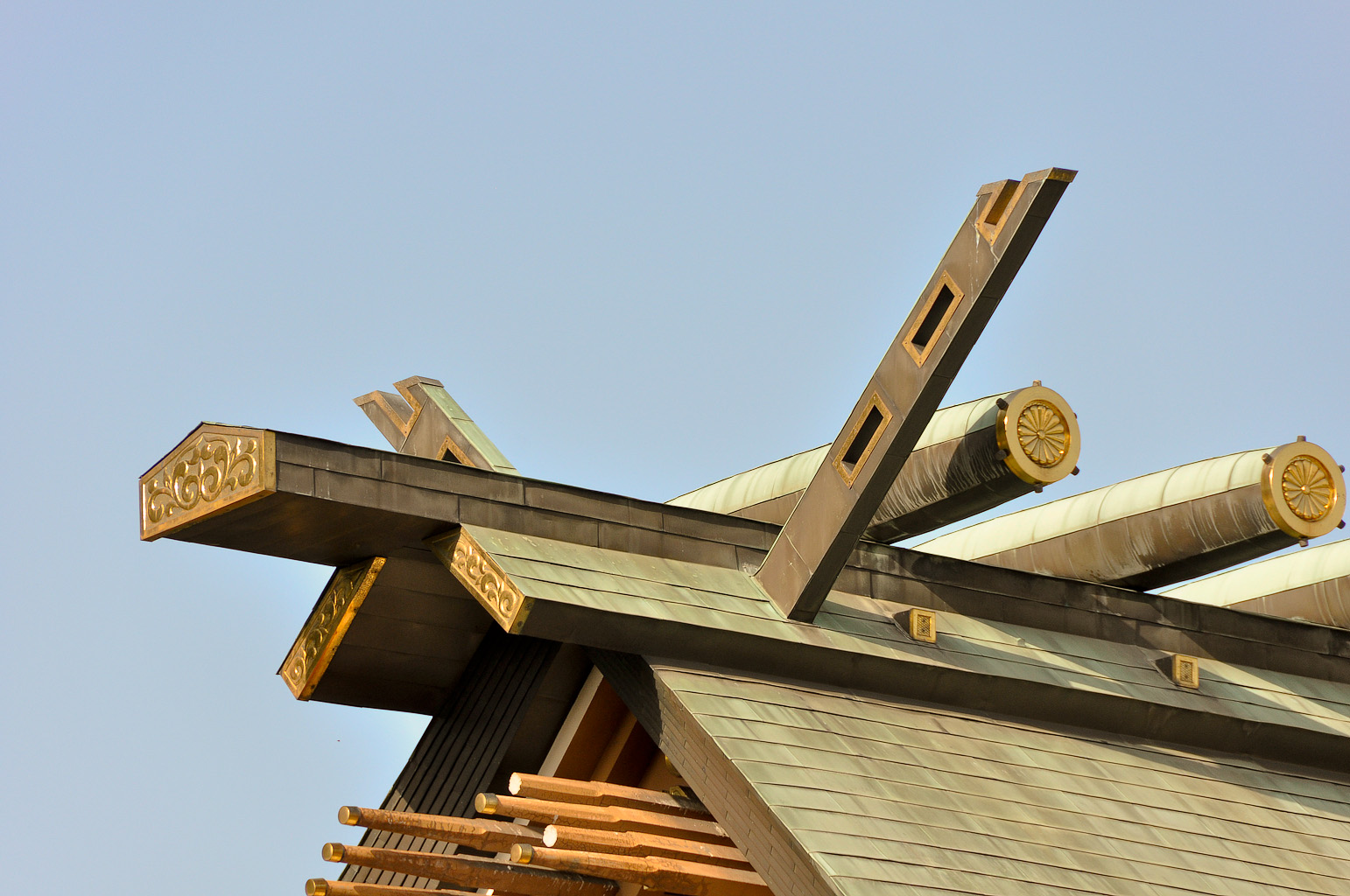
Chigi i katsuogi (na końcach widoczne cesarskie chryzantemy)

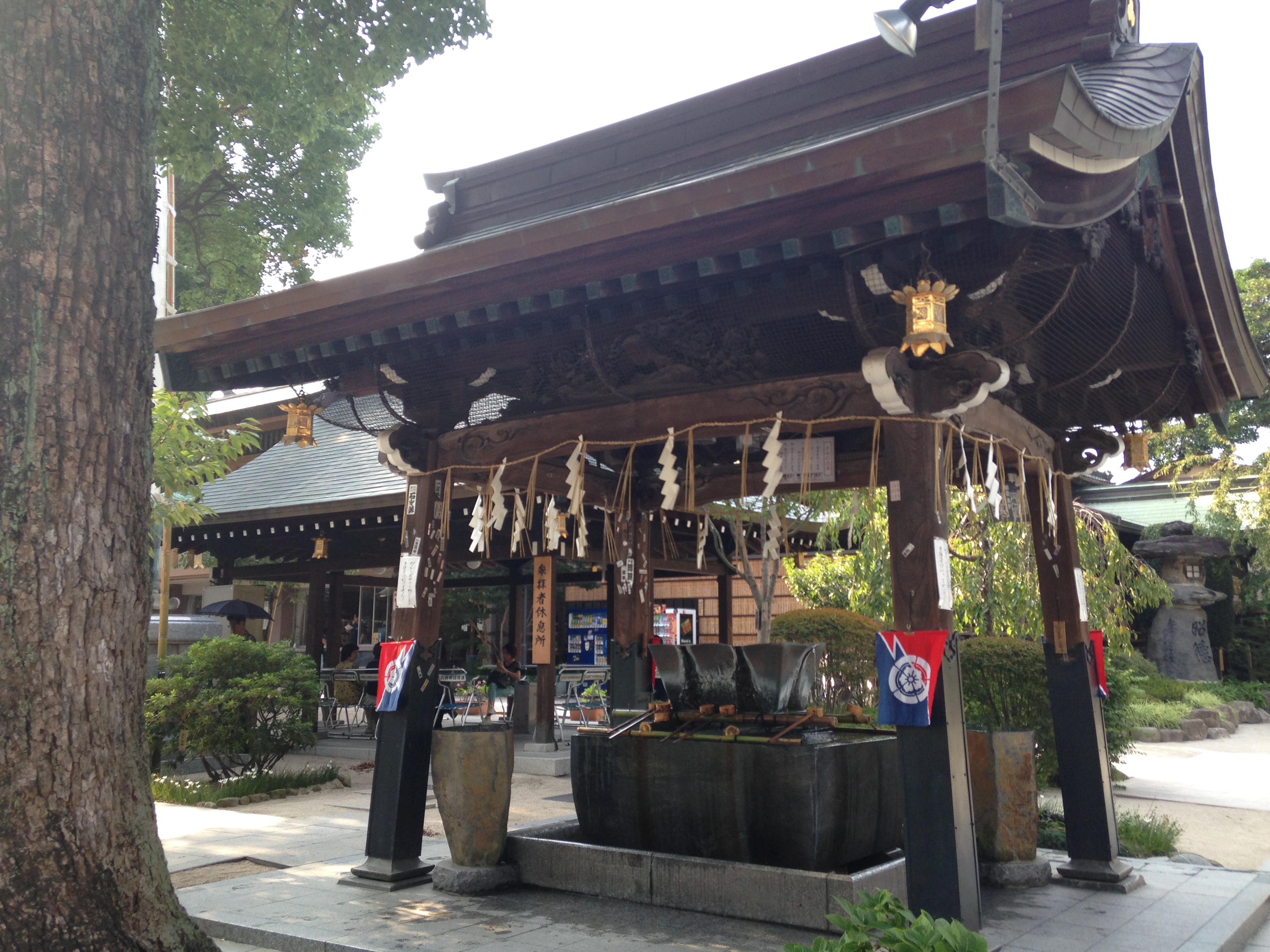
Temizu-ya (chōzu-ya) w chramie Kushida, Fukuoka

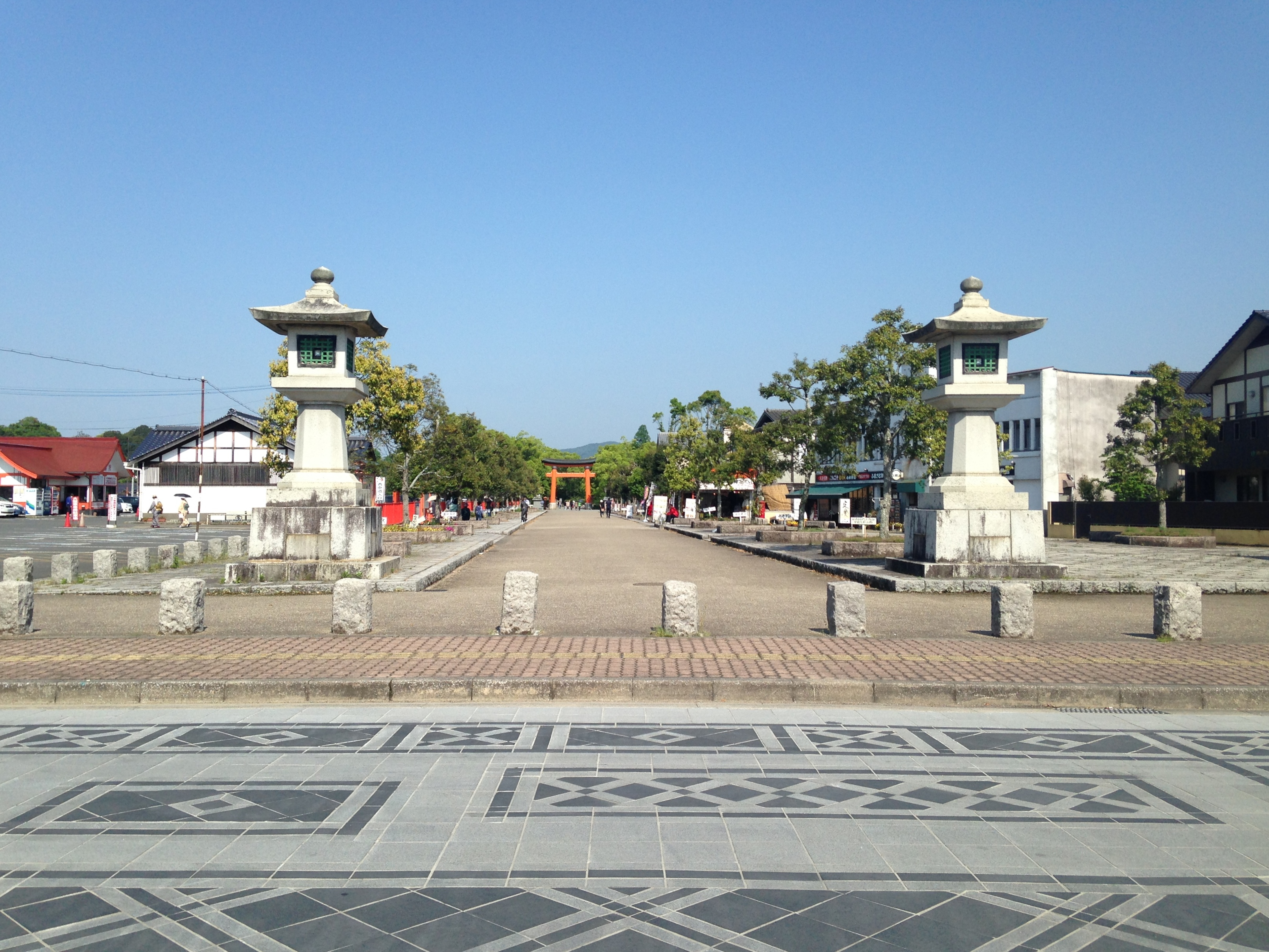
Droga do chramu – omote-sandō, Usa-jinja, Usa, prefektura Ōita

Sferę sacrum od profanum rozdziela brama torii. Niektóre chramy są duże, lecz spotyka się też jedynie wydzielone place, drzewa lub małe ołtarze. Tradycyjnie chramy shintō buduje się z drewna, bez użycia gwoździ. Niektóre przebudowywane są co jakiś czas (przeważnie co 20 lat) na podstawie pierwotnego projektu. W Japonii jest około 80 tys. chramów.

## Historia
W głębokiej starożytności nie istniały stałe obiekty składania czci bogom i chociaż są przykłady świętych przestrzeni zwanych iwakura i iwasaka (arch. → „wybrane miejsce nieskażonej ziemi, otoczone kamieniami”), to większość rytualnych kultów odbywała się w miejscach tymczasowych.
Symboliczne „ciało kami” (shintai) jest zwykle w ukrytym miejscu, w głębi chramu. Shintai mogą przybierać formę luster, mieczy, klejnotów lub innych podobnych przedmiotów. Mogą to być obiekty naturalne: góry, drzewa, ale także obiekty, przedmioty, zwierzęta, do których boski duch jest przyciągany lub wzywany. Niektóre chramy posiadają wiele świętych obiektów, często związanych z ich legendarnymi początkami. W obrębie jednego, większego chramu mogą istnieć mniejsze sanktuaria, jak: sessha, massha, czy eda-yashiro. Czasami chramy mogą tworzyć „układ podwójny” składający się z głównego sanktuarium yamamiya („sanktuarium górskie”) usytuowanego na szczycie góry lub wysoko na jej zboczu oraz z obiektu satomiya („sanktuarium wiejskie”) znacznie poniżej szczytu lub w wiosce u podnóża góry. Służy to „kultowi na odległość” (yōhai).

## Obiekty chramu
Obiekty usytuowane w obrębie terenu (keidaichi) chramu:
- torii – symboliczna brama prowadząca do świętego obszaru chramów i miejsc świętych shintō;
- honden (także: seiden) – główny pawilon (właściwy pawilon), w którym przechowywane są święte przedmioty;
- haiden – pawilon poświęcony modłom i obrzędom kultowym;
- heiden – pawilon przechowywania świętych ofiar, ale przeważnie budowany jako łącznik pomiędzy honden a haiden. Obecnie najczęściej służy jako miejsce rytuałów[3];
- kagura-den (inaczej: mai-dono) – pawilon ze sceną lub oddzielna scena służące ceremonialnym, świętym tańcom kagura. Struktury te pojawiły się pod koniec okresu Heian (794–1185) i rozpowszechniły się w okresie Kamakura (1185–1333). W dawnych wiekach taniec odbywał się na otwartej przestrzeni przed chramem. Miało to odniesienie do tańca wykonanego przez bogów przed jaskinią, w której ukryła się bogini Amaterasu, w celu wywabienia jej stamtąd. Czasem haiden może być wykorzystywany do tego celu[4].
- shamusho – biuro administracji chramu;
- temizu-ya (czasem niewłaściwie: chōzu-ya) – zbiornik z bieżącą wodą, okryty niewielkim daszkiem, służący odwiedzającym chram do symbolicznego oczyszczenia poprzez opłukanie rąk i ust. W czasach starożytnych ceremonia ta odbywała się w rzece lub źródle położonym w obrębie terenu chramu. Użycie wody do usunięcia grzechów i skażeń (misogi) z ciała i umysłu ma swoje początki w micie o Izanagim, który oczyścił się poprzez ablucję w morzu po powrocie z Krainy Ciemności (Yomi-no-kuni)[1];
- komainu – figury par mitycznych bestii („koreańskie lwy”) strzegących chram przed demonami;
- tamagaki – ogrodzenie (jedno lub kilka) otaczające chram lub święty obszar. Uważa się, że starożytną formą była bariera z zarośli lub drzew, ale historycznie do budowy ogrodzeń wykorzystywano również: kamień, drewno, a współcześnie nawet beton;
- tōrō – kamienne latarnie ustawione wzdłuż drogi do głównego pawilonu. Pierwotnie były elementem świątyń buddyjskich, także o charakterze wotywnym. Większość z nich wykonywana jest z kamienia, w różnych stylach jako wiszące lub stojące (stałe i przenośne);
- ema-dō, ema-den – miejsce służące do zawieszania tabliczek wotywnych ema;
- sessha / massha – małe lub wręcz miniaturowe chramy „pomocnicze”, poświęcone bóstwom związanym z tymi, które przebywają w głównym sanktuarium. Nazywane także eda-miya lub eda-yashiro („chramy filialne”), a czczone w nich bóstwa, to eda-gami. Początkowo nazwa ta odnosiła się do kami pozostających w związku lub powinowactwie z głównym kami chramu, ale z biegiem czasu eda-yashiro stały się sanktuariami wszystkich kami dowolnego chramu pomocniczego (sessha, massha) w obrębie kompleksu jinja. Eda-yashiro jest dziś ogólnym synonimem sanktuariów „pomocniczych”[5];
- sandō – droga prowadząca do chramu.

## Style architektoniczne
Honden i inne pawilony były i są budowane w jednym z kilku tradycyjnych stylów architektonicznych. Poniżej niektóre z nich:
- shinmei-zukuri – styl stosowany w konstrukcji pawilonów honden, jeden z najstarszych. Przykładem takiej budowli jest główny chram w Ise, Ise-jingū. Słowo shinmei (pol. boska jasność, świetlistość) jest zarówno ogólnym odniesieniem do kami, jak i odmienną wersją imienia bogini Amaterasu Ōmikami. Imituje budynki do przechowywania ryżu z okresu Yayoi (ok. 300 p.n.e. – ok. 250 n.e.), zbudowane na palach z dwuspadowym dachem krytym strzechą, który tworzy werandę ze wszystkich czterech stron. Schody prowadzą do jednego bocznego wejścia, nie ma okien[1][6];
- kasuga-zukuri – styl, który rozwinął się w epoce Nara, reprezentowany m.in. przez honden chramu Kasuga w Nara. Kasuga to bóstwo rodu (ujigami) Fujiwara, czczone w chramie Kasuga. Styl stosowany w mniejszych świątyniach, honden jest prostą konstrukcją prostokątną z zakrzywionym dwuspadowym dachem. Wejście po schodach osłonięte prostym baldachimem. Części drewniane są pomalowane na czerwono i czarno, a ściany tynkowane na biało[6][7].
- taisha-zukuri – najstarszy styl budowy hondenów w wielkich chramach, jak np. w Izumo-taisha w prefekturze Shimane[1][7];
- hachiman-zukuri – dwa budynki umieszczone obok siebie, ich dachy prawie się dotykają. Pomiędzy nimi znajduje się wąski budynek łączący, pełniący funkcję zadaszonego korytarza. Części drewniane są pomalowane na czerwono, ściany pokryte białym tynkiem, a dach jest z kory cyprysowej[6][7];
- nagare-zukuri – styl „falowy”, obecnie najbardziej rozpowszechniony. Ma swoje początki w okresie Nara. Typowym przykładem są dwa chramy Kamo w Kioto: Shimogamo-jinja, Kamigamo-jinja;
- gongen-zukuri (inaczej: yatsumune-zukuri) – bardzo dekoracyjny, z wieloma rzeźbami, zdobieniami z laki, złota lub miedzi (co wskazuje na jego początki w architekturze buddyjskiej). Stał się popularny po okresie Azuchi-Momoyama. Trzy zasadnicze pawilony: honden, heiden i haiden są przeważnie połączone, tworząc literę „H”. Jednym z najstarszych przykładów tego stylu jest chram Kitano-Tenman-gū w Kioto. Słowo gongen znaczy awatar w kontekście procesu łączenia (harmonizacji) elementów shintō i buddyzmu[1][6].

### Chigi i katsuogi
Od głębokiej starożytności (przedbuddyjskiej), w niektórych stylach, charakterystycznymi elementami dachów obiektów sakralnych są:
- chigi – skrzyżowane, płaskie belki tworzące literę „V”, wystające ponad dach;
- katsuogi – poziome, krótkie belki o kształcie walca, umieszczone wzdłuż szczytu dachu[1][8].

### Galeria stylów

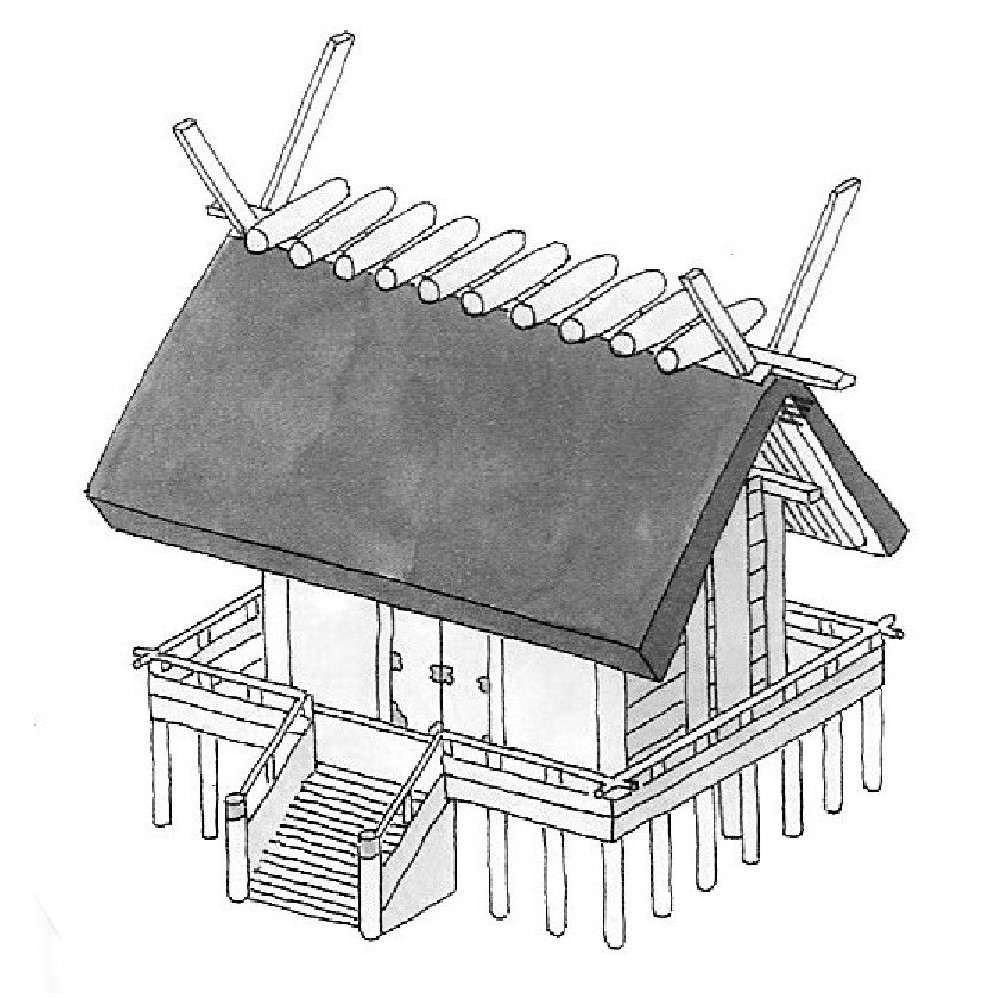
Shinmei
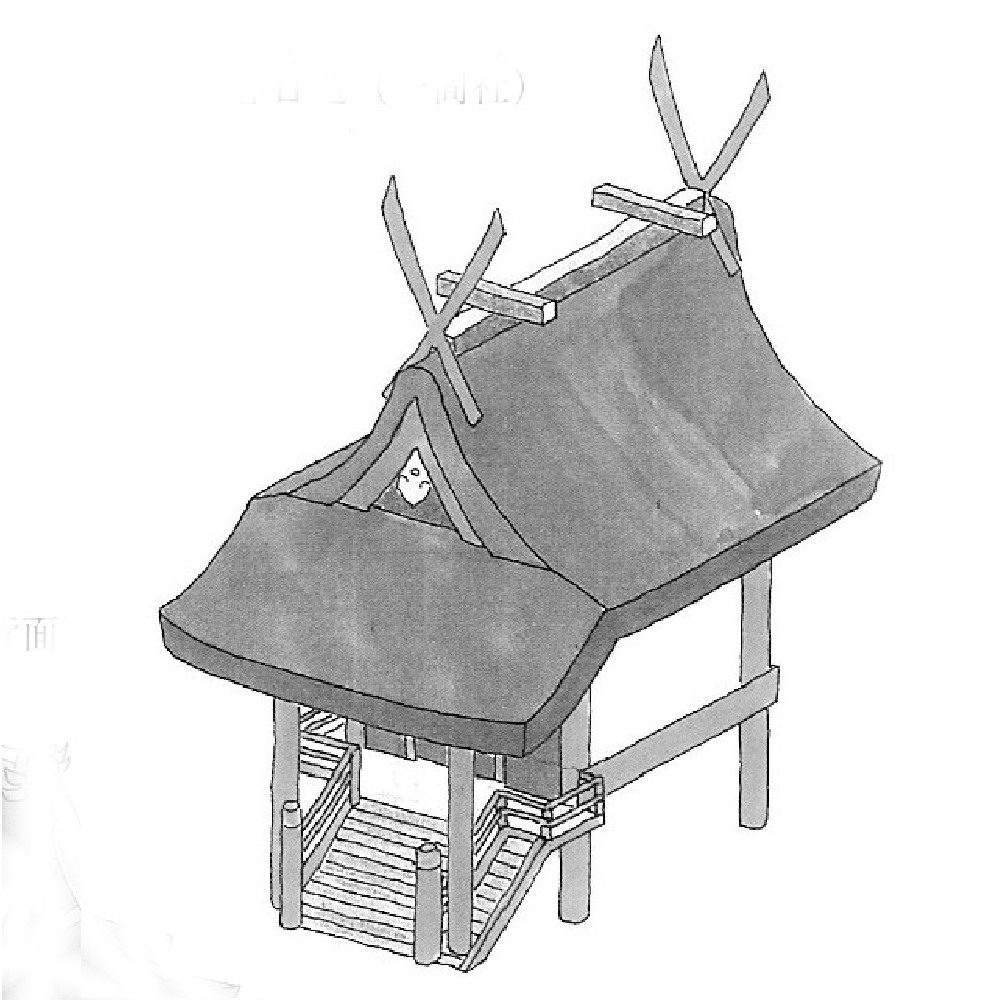
Kasuga
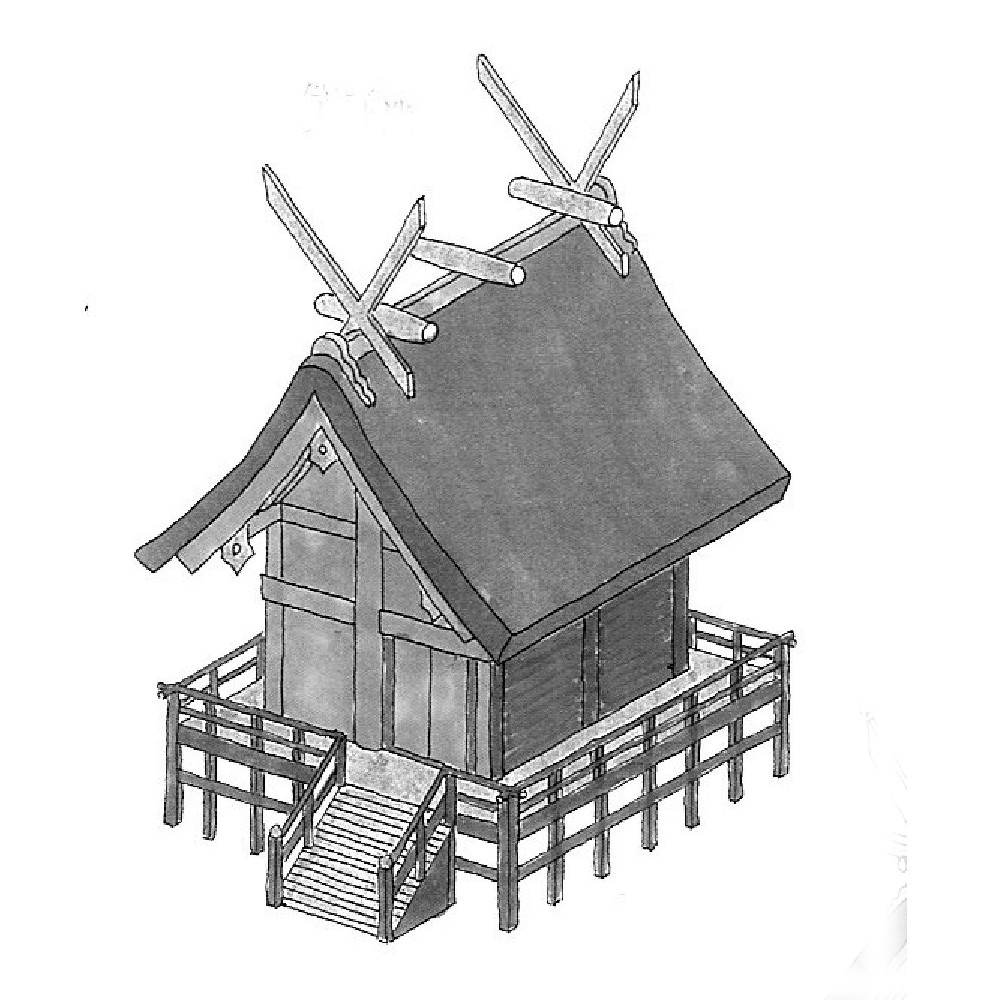
Taisha
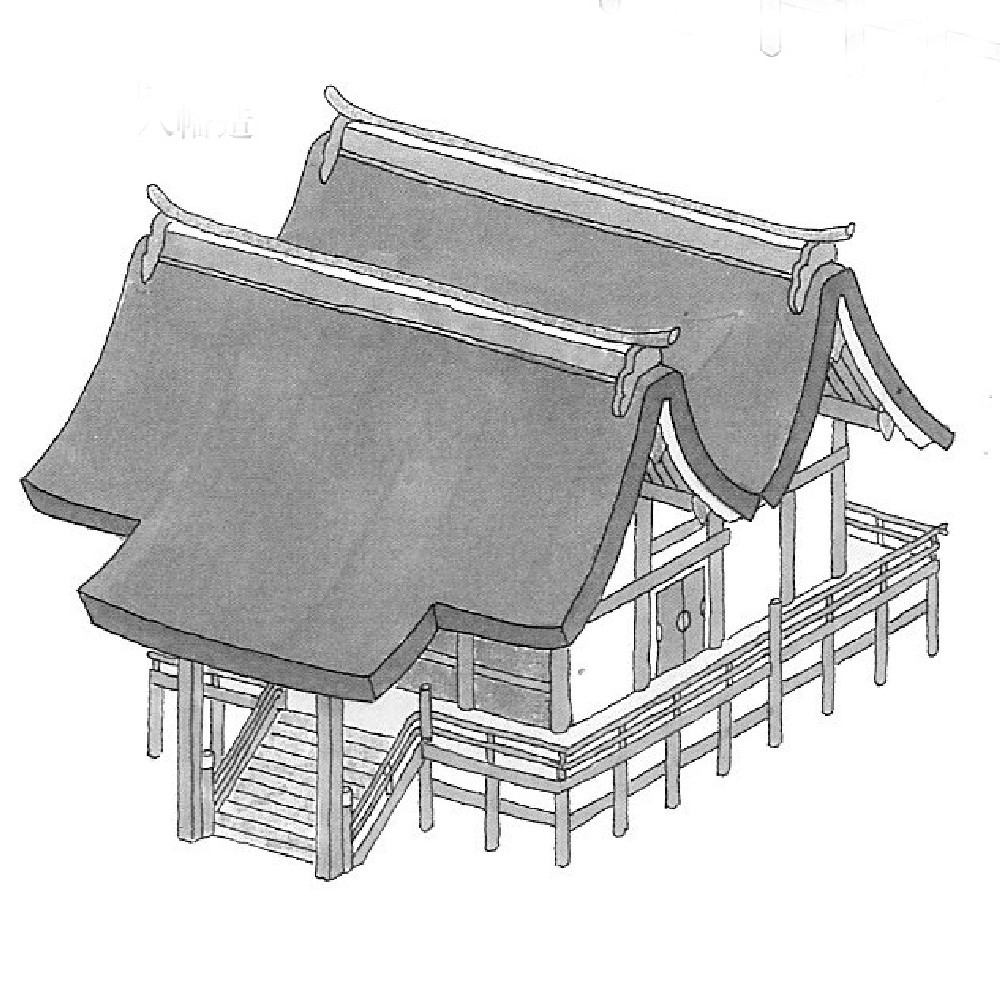
Hachiman
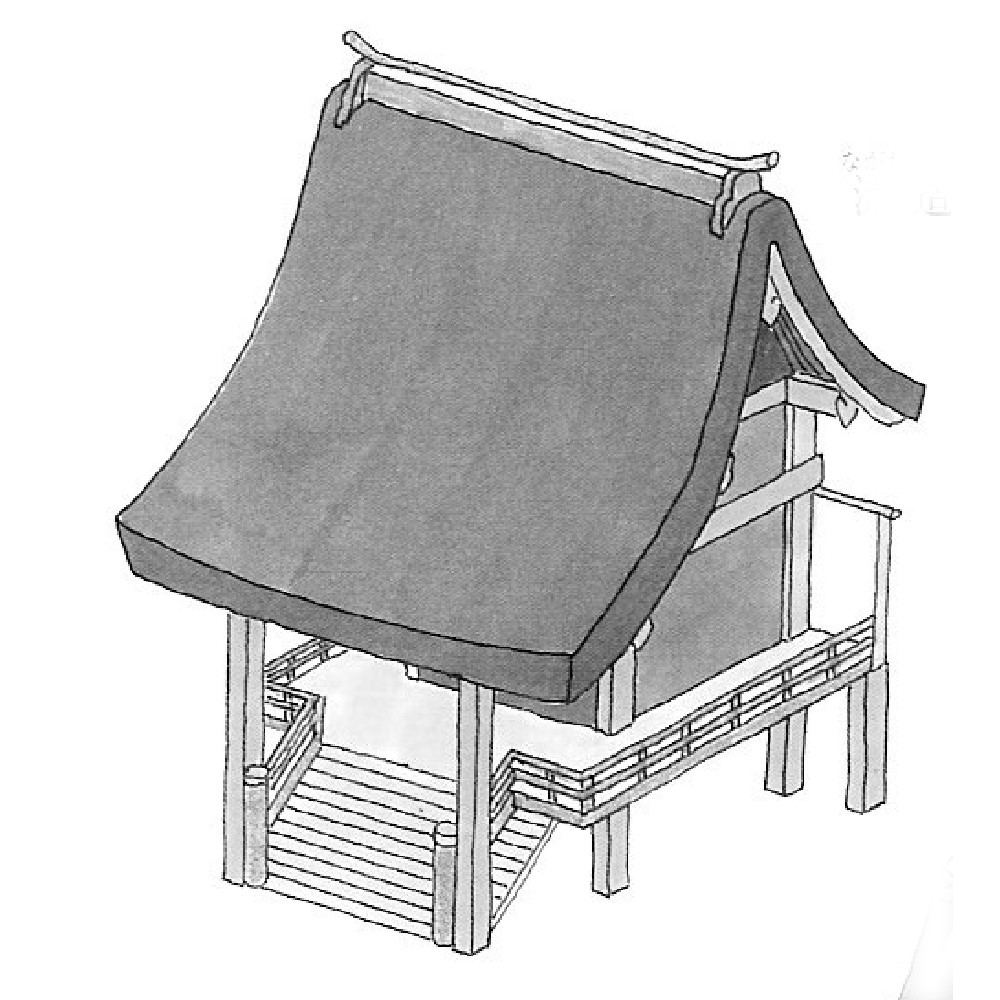
Nagare
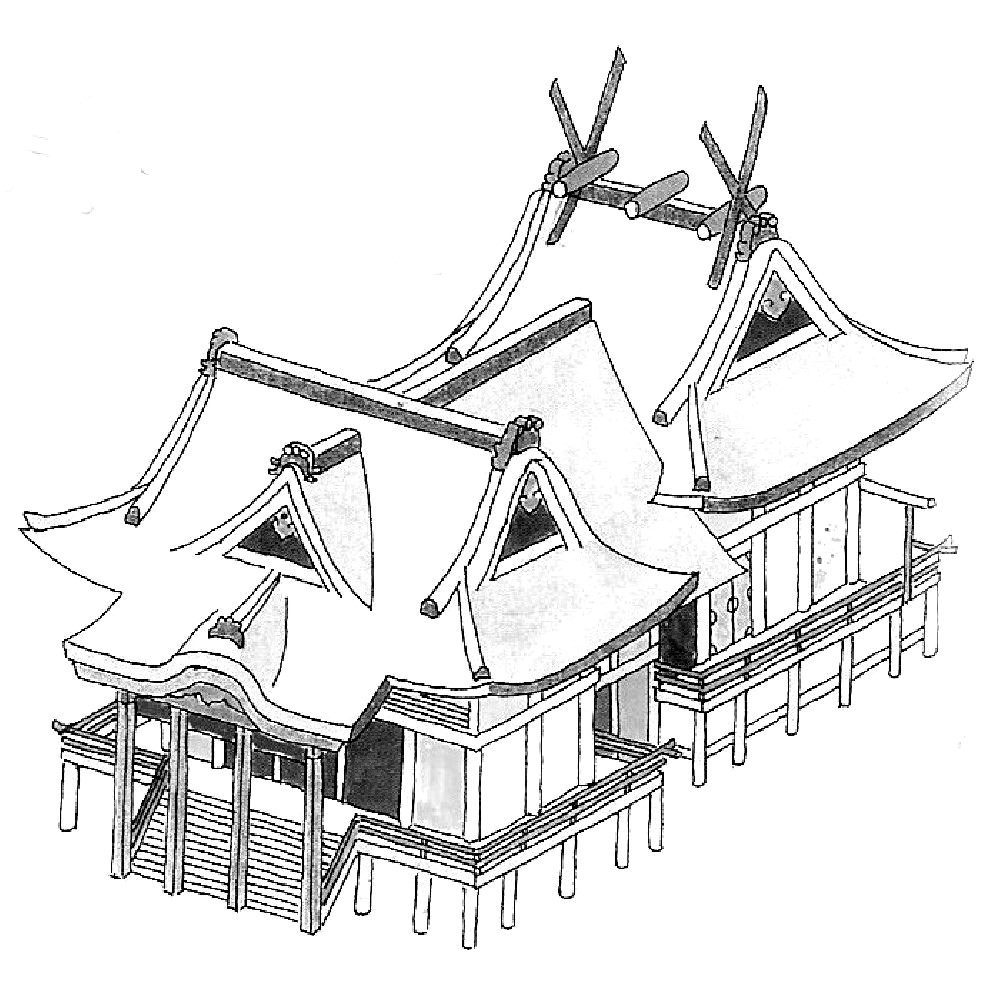
Gongen

## Nazewnictwo, znaczenie, hierarchia
Nazwy chramów nie są jednolite, spójne, gdyż na przestrzeni wieków przechodziły zmiany, wynikające z różnych kryteriów ich klasyfikacji, m.in.: czczonych bóstw, usytuowania geograficznego, funkcji i znaczenia politycznego, czy społecznego. Składają się z dwóch części: pierwsza określa przeważnie miejsce, w którym chram został zbudowany, druga – rodzaj i pozycję w hierarchii shintō:
- jingū (神宮), -gū (宮) ogólna nazwa chramów najwyższej rangi, związanych z linią cesarską. Znak 宮 -gū ma również czytanie miya, co znaczy pałac. Czczeni są w nich przodkowie rodziny cesarskiej lub blisko związani z dworem. Samo słowo Jingū (pisane wielką literą) jest używane jako skrót nazwy chramu Ise;
- taisha, ōyashiro (大社) – słowo 大社 może być czytane: taisha lub ōyashiro i oznacza „wielki chram” w znaczeniu wyższej rangi, większego znaczenia sanktuarium w hierarchii shintō;
- miya (宮) – siedziba specjalnego kami lub ducha członka cesarskiego domu, ale w znacznej mierze nazwa używana jako tradycja;
- jinja (神社) – ogólna, powszechna nazwa chramów
- yashiro (社) – równoznaczne z jinja, służy też jako sufiks -sha lub -ja w przypadku chramów niższej rangi, po ceremonialnym przeniesieniu do nich oddzielonego ducha kami z innego chramu[9][10];
- mori (杜) – miejsce obecności kami, pierwsze chramy były świętymi gajami lub lasami, w których obecne były kami;
- hokora (祠) / hokura, jinko (神庫) – miniaturowy chram przydrożny lub usytuowany na terenie dużego chramu.

## Wybrane chramy
Do najstarszych i najważniejszych chramów sintoistycznych należą m.in.:
- Ise-jingū w Ise (prefektura Mie);
- Atsuta-jingū w Nagoi (prefektura Aichi);
- Meiji-jingū w Tokio;
- Izumo-taisha (prefektura Shimane);
- Kasuga-taisha w Narze;
- Itsukushima-jinja na wyspie Miyajima;
- Fushimi Inari-taisha w Kioto.

## Amulety, wróżby, talizmany

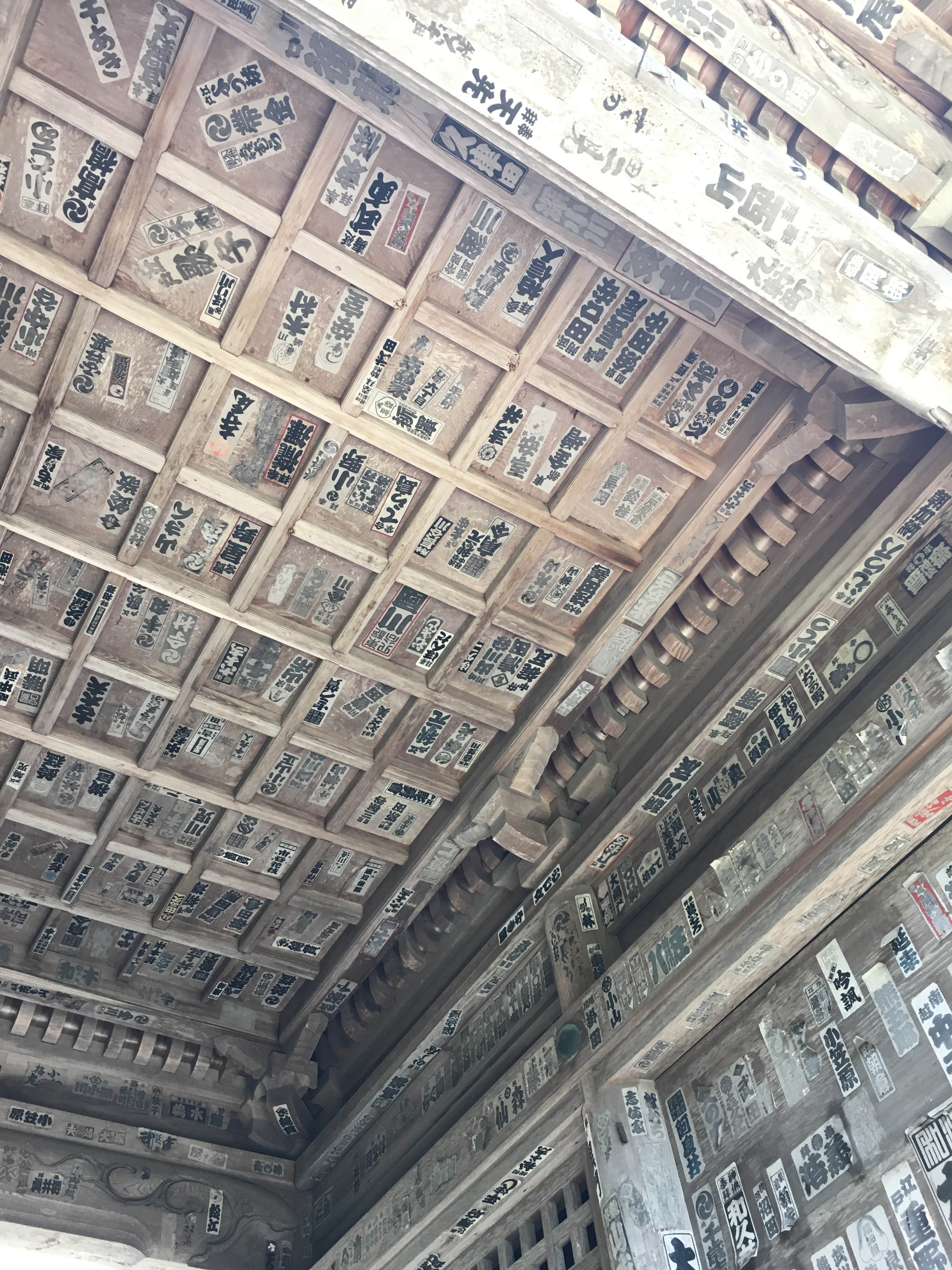
Senja-fuda

- o-mikuji – przepowiednie zapisane na kartkach papieru, wybieranych losowo ze specjalnych pudełek lub kaset;
- o-mamori – amulet mający chronić przed nieszczęśliwymi wydarzeniami;
- o-fuda – amulet przynoszony z chramu i ustawiany na ołtarzyku domowym;
- senja-fuda – karty wotywne (dosł. „karty tysiąca chramów”). Niewielka papierowa karta z nadrukiem zawierającym imię, datę i miejsce urodzenia, które pielgrzymi umieszczają na ścianach lub filarach chramów i świątyń, oddając w ten sposób cześć bogom. Zwyczaj odbywania pielgrzymek do licznych sanktuariów rozpoczął się w okresie Muromachi (1336–1573) do świętych miejsc związanych z boginią Kannon. Przerodziły się one w „pielgrzymki tysiąca sanktuariów”. Pielgrzymi umieszczali osobiste karty w miejscach postoju. Etykiety były pierwotnie pisane ręcznie, ale w późniejszych latach pojawiły się jako drzeworyty, ewoluując od monochromatycznych do kolorowych i o coraz bogatszym wzornictwie. Przyczepiali je do drzwi, kolumn lub sufitów chramów i świątyń, starając się umieścić je jak najwyżej. Z czasem senja-fuda stały się raczej popularną nowością, niż wyrazem wiary religijnej. Obecnie są kolekcjonowane przez hobbystów[8][11];
- shinsatsu (inaczej: gofu) – „cudotwórcze” talizmany rozprowadzane w chramach, symbolizujące istotę duchową lub jej ponadnormalną moc. Mogą być wykonane z drewna, papieru lub metalu. Termin ogólnie odnosi się do amuletów czczonych w kamidana lub umieszczanych nad bramami, na drzwiach, filarach lub sufitach. Mają one na celu ochronę m.in. przed chorobami, wypadkami, pożarami, kradzieżą[8][12];
- ema – tabliczki wotywne z życzeniami;
- go-shuin – stempel wraz z kaligrafią, przystawiany jako dowód wizyty w chramie, przeważnie w specjalnie do tego przeznaczonej książeczce;
- kigan-bun – list do kami. Może zawierać wyrazy wdzięczności lub życzenia. List jest wkładany do koperty wraz z dowolną kwotą pieniędzy, a koperta umieszczana jest w pudełku ofiarnym;
- kigan-sai – ceremonia, podczas której osoby indywidualne mogą poprzez modlitwę dziękować bogom lub zwracać się do nich z prośbą.